# P3 Nyheder
P3 Nyheder er navnet på nyhedsudsendelserne på DR's P3, der blev sendt fra 2001-2021 og igen fra 2025. Programmet sendes hver time fra kl. 6-18 på hverdage (fredag fra kl. 6-16) samt i weekender fra kl. 7-12.
P3 Nyheder blev etableret i 2001, med første udsendelse 2. januar 2001 kl. 12:00, og havde sidste udsendelse d. 23. december 2021, hvor programmet blev nedlagt. P3 Nyheder er karakteriseret ved at formidle nyhederne på et mere ungt og direkte sprog end Radioavisen, der sender timenyheder på DR's øvrige radiokanaler.
P3 Nyheder vendte tilbage på P3 2. januar 2025 som led i en satsning på at styrke aktualitetsområdet på P3.